# オリジナル設計
オリジナル設計株式会社（オリジナルせっけい）は、東京都渋谷区元代々木町に本社を置く建設コンサルタント会社で、上水道・下水道に関するコンサルタント業務を主体としている。

## 沿革
- 1962年1月　東京都千代田区神田猿楽町に株式会社オリジナル設計事務所を設立。
- 1962年3月　本社を東京都千代田区西神田に移転。
- 1968年1月　本社を東京都新宿区牛込岩戸町に移転。
- 1988年1月　商号をオリジナル設計株式会社に変更。
- 1995年11月　本社を東京都新宿区新小川町に移転。
- 1996年7月　日本証券業協会に株式を店頭登録。
- 1998年10月　東証2部上場。
- 2001年12月　本社、全支社ISO 9001認証取得。
- 2006年2月　西日本支社関西支店を大阪市中央区博労町から同区瓦町に移転。
- 2008年3月28日　齋須和夫取締役が社長就任。
- 2010年5月　本社を東京都渋谷区元代々木町に移転。
- 2012年3月29日　花井礼二取締役が社長就任。
- 2012年11月6日　筆頭株主が請求し開催された臨時株主総会で、齋須会長・花井社長を取締役から解任。菅伸彦が社長就任。

## 関連会社
- 株式会社ウルシ